# Проекция Бермана

Проекция Бермана с эллипсами искажения.

Проекция Бермана — цилиндрическая равновеликая картографическая проекция, предложенный Вальтером Берманом в 1910 году в книге «Лучшая возможная равновеликая проекция всей Земли» (нем. Die beste bekannte flächentreue Projektion der ganzen Erde).
Проекция Бермана не имеет искажений на 30° параллели и обладает общими характеристиками с другими членами своей семьи — такими, как равновеликая цилиндрическая проекция Ламберта, стандартной параллелью которой является экватор, и проекция Хобо-Дайера, чей уровень параллели 37,5°.